# Азербайджанцы в российско-украинской войне
Азербайджанцы в российско-украинской войне принимают прямое и косвенное участие. По неофициальным данным 2023 года, на Украине погибли по меньшей мере 130 азербайджанцев, 70 пропали без вести и около 100 были ранены (26 азербайджанцев, погибших за Украину при российском вторжении к маю 2023 года, поимённо известны). Около 500 этнических азербайджанцев—граждан Украины служило в ВСУ в 2022 году. Гуманитарная помощь Украине была оказана как официально, властями Азербайджана, так и украинскими азербайджанцами.
Некоторые азербайджанцы получили украинские военные награды. В Баку находится Стена памяти павших азербайджанских защитников Украины.

## 2014—2021 годы
Азербайджанцы принимают участие в российско-украинском конфликте со времени его начала в 2014 году. В период аннексии Крыма председатель Конгресса азербайджанцев Украины Ровшан Тагиев заявил, что хотя украинцы и россияне — родственные народы, если начнется война, то азербайджанские граждане Украины готовы её защищать с оружием в руках. 30 сентября 2014 года в Дебальцево попал в окружение и взорвал себя гранатой Ильгар Багиров («Балу»), командир разведгруппы батальона «Киевская Русь» (посмертно награждён орденом «За мужество»). В 2016 году знаком отличия «За участие в антитеррористической операции» был награждён Видади Исрафилов (уроженец Шеки), который с началом военных действий записался добровольцем в ВСУ. 27 июля 2018 года в боях за Донбасс в составе батальона «Айдар» погиб Йолчу Алиев, уроженец села Дашбурун Бейлаганского района.
Часть азербайджанцев стала воевать в составе Грузинского легиона.

## Вторжение 2022 года

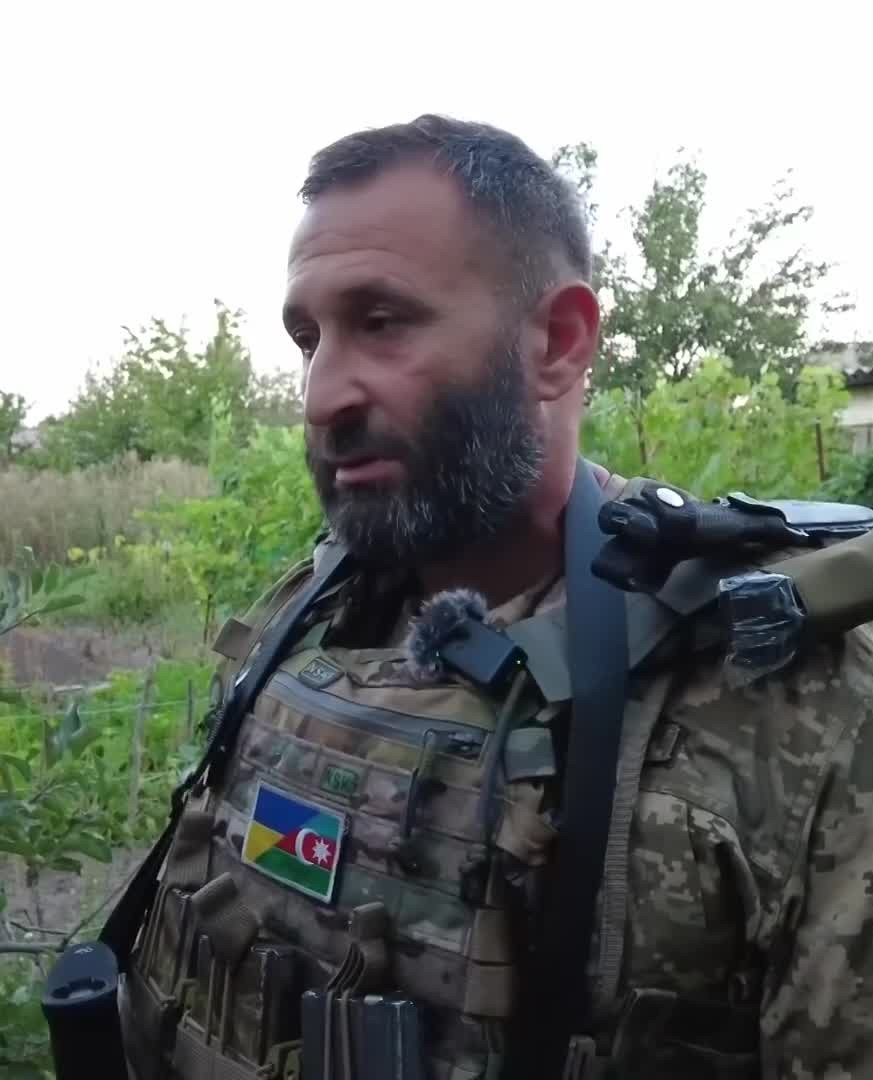
Участник боёв в районах Харькова, Донбасса и Бахмута Таяр Баширзаде.

В ходе российского вторжения 2022 года погибли также мирные азербайджанские граждане. В марте 2022 года на Украине погибли 5 граждан Азербайджана (4 пытались выехать из Одесской области в Молдавию, но были застрелены неизвестными на блокпосту Кучурган, пятый был убит в Харькове). 4 марта 2022 года в Харькове в результате взрыва снаряда погибли супруги Эмин и Людмила Махмудовы (у Эмина в Харькове был свой ресторан «Лявянги»). 9 февраля 2023 года двое азербайджанских граждан погибли при обстреле Клещеевки российской армией. 13 августа того же года двое азербайджанских граждан в Херсонской области были раздавлены в своём автомобиле российским танком.
Неоднократно упоминались также военные азербайджанцы. 27 марта 2022 года при обороне Киева в составе добровольческого отряда «Карпатская Сечь» погиб снайпер Эльнур Гасанов («Алик»), ветеран Второй карабахской войны. При обороне Мариуполя погиб, в частности, участвовавший в российско-украинской войне с 2014 года морпех Рафаэль Агаев. В мае 2022 года старший лейтенант азербайджанского происхождения Кирилл Агасиев получил высшую награду «Герой Украины», а сержанты ВСУ Рагиф Алиев и Меджид Абдулгафаров получили медали «За отвагу». Хотя азербайджанское законодательство запрещает гражданам Азербайджана участвовать в иностранной войне в качестве добровольцев, на стороне Украины стали воевать также граждане Азербайджана, проживающие в Украине на основании «посвидки» (документа с правом на временный или постоянный вид на жительство). Несколько азербайджанцев, воевавших за Украину, попало в российских плен, некоторые вернулись из него.
В феврале 2023 года сообщалось о гибели воевавшего на стороне России добровольца Вугара Агаева, посмертно получившего российский Орден Мужества.

### Женщины
В 2022 году Самира Мороз стала первой женщиной азербайджанского происхождения в ВСУ, начав службу в морской пехоте. До этого Мороз участвовала в войне с 2014 года как доброволец. Сообщалось также о двух проживающих в Киеве азербайджанских медсёстрах — Лейле Махмудовой и Дарье Гусейновой — которые с начала вторжения стали оказывать помощь военным и гражданским.

### Гуманитарная помощь
В январе 2022 года президент Азербайджана Ильхам Алиев совершил официальный визит в Киев, где подтвердил позицию Азербайджана по суверенитету и территориальной неприкосновенности обеих стран.
После российского вторжения на Украину азербайджанские власти не выступили с официальным заявлением, но уже на второй день вторжения было заявлено о гуманитарной помощи Украине. Вечером 25 февраля 2022 года два самолёта авиакомпании «Silk Way» вылетели с грузом продовольствия и медикаментов. Одновременно азербайджанская государственная нефтяная компания «SOCAR» объявила, что все автомобили экстренных служб Украины (скорая помощь, пожарная служба и т. д.) смогут бесплатно заправляться на всех 59 заправочных станциях «SOCAR» на Украине. На 28 февраля 2022 года МИД Азербайджана запланировало два чартерных рейса для эвакуации азербайджанских граждан в соседние государства. Эвакуацию азербайджанских граждан в начале вторжения провела также Рада азербайджанцев Украины (РАУ), которая вывезла женщин и детей в Молдавию одним железнодорожным составом и открыла круглосуточную горячую линию для соотечественников. РАУ также оказывает материальную помощь украинской армии, на собранные средства приобретаются медикаменты, бронежилеты, тепловизоры, одежда и обувь.
В ноябре 2023 года Азербайджан отправил на Украину более 900 тысяч метров электрических кабелей и проводов, а также 18 трансформаторов и трансформаторных подстанций. К декабрю 2023 года объём азербайджанской гуманитарной помощи Украине, оказанной с начала вторжения, достиг 34 миллионов долларов.
Гуманитарная помощь была также организована местными украинскими азербайджанцами, в частности украинско-азербайджанской бизнес-ассоциацией «Терези», поставившей продовольствие и одежду. За гуманитарную помощь и волонтёрскую деятельность были награждены проживающий в Николаеве Заур Агабеков и Шамхал Гулиев. Гулиев также награждён медалью «За оборону Киева и Киевской области».

## Внешние ссылки
- Азербайджанец из Львова воюет на Востоке Украины
- Сказал, что служил в Карабахе, комбат обрадовался и ответил: «Тогда тебе с нами!» - Интервью из Украины